# Heterotrypus laqueatus
Heterotrypus laqueatus är en insektsart som beskrevs av Karsch 1893. Heterotrypus laqueatus ingår i släktet Heterotrypus och familjen syrsor. Inga underarter finns listade i Catalogue of Life.